# Кросно-Оджаньске
Кросно-Оджаньске (пол. Krosno Odrzańskie), Кроссен-на-Одере (нем. Crossen an der Oder) — город в Польше, входит в Любушское воеводство, административный центр Кросненского повята. Имеет статус городско-сельской гмины. Занимает площадь 8,11 км². Население — 13 тыс. человек (на 2004 год).

## История

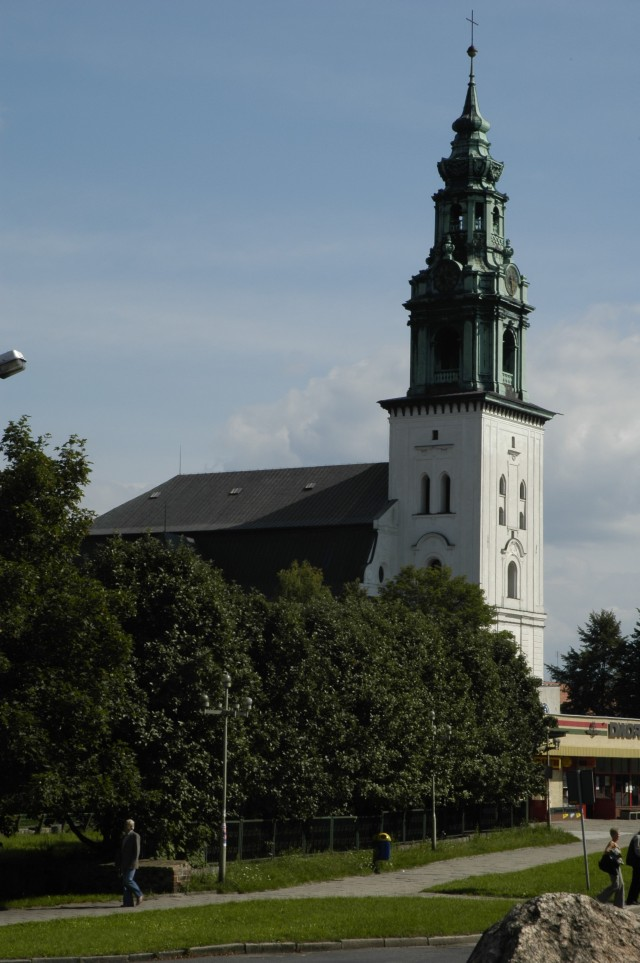
Кросно-Оджаньске

- 18 июня 1870 здесь родился Карл Георг Цеч — немецкий астрофизик, спиритист.
- 26 октября 1920 здесь родился Зигфрид Мюллер — немецкий наёмник, бывший обер-фенрих[нем.] Вермахта, получивший известность в качестве бойца подразделения белых наёмников «Коммандо 5» — наиболее боеспособной части правительственной Конголезской национальной армии[фр.] — под командованием Майка Хоара участвовавшего в подавлении восстания Симба во время Конголезского кризиса.